# Rita Todorowa
Rita Todorowa (bułg. Рита Тодорова, ur. 18 sierpnia 1958) – bułgarska wioślarka, srebrna medalistka olimpijska.

## Kariera
Wystąpiła na igrzyskach olimpijskich w Moskwie w 1980, gdzie osada Bułgarii w składzie: Ginka Gjurowa, Marijka Modewa, Rita Todorowa, Iskra Welinowa i Nadja Filipowa (sterniczka) zdobyła srebrny medal w czwórkach ze sternikiem. W finale o 1,48 sekundy przegrały z osadą NRD, a o 0,17 sekundy wyprzedziły osadę ZSRR. Nie brała udziału w igrzyskach olimpijskich w Los Angeles w 1984, z uwagi na bojkot zawodów przez NRD. Wystąpiła za to na igrzyskach olimpijskich w Seulu w 1988, zajmując piąte miejsce w ósemkach.
Poza igrzyskami reprezentowała Bułgarię w kilku edycjach mistrzostw świata.